# دونالد أ. كامبل
دونالد أ. كامبل هو سياسي أمريكي، ولد في 2 أغسطس 1922، وتوفي في 8 نوفمبر 1992. نشط حزبياً في الحزب الجمهوري. وقد انتخب عضو جمعية ولاية نيويورك ‏.